# Apamea nubila
Apamea nubila là một loài bướm đêm trong họ Noctuidae.